# Alphonse Amadou Alley
Alphonse Amadou Alley (* 9. April 1930; † 28. März 1987) war von 1967 bis 1968 Präsident von Dahomey, dem heutigen Benin.
Am 19. Dezember 1967 wurde der selbst durch einen Putsch an die Macht gekommene Präsident General Christophe Soglo durch einen Militärputsch unter Führung von Iropa Maurice Kouandété gestürzt. Kouandété übergab das Präsidentenamt zwei Tage später an Oberstleutnant Alley. Am 26. Juni 1968 entschied die regierende Junta, eine zivile Regierung mit der Lösung der Probleme des Landes zu betrauen.
Man entschied sich für Émile Derlin Henri Zinsou, der Alley am 17. Juli 1968 als Präsident ablöste; seine Amtszeit wurde im folgenden Jahr nach vertrautem Muster durch einen Putsch beendet.
Im August 2004 wurde in Bassilia mit dem Bau eines Mausoleums für Alley begonnen. 